# Экобиоморфа
Экобиоморфа (от др.-греч. οἶκος — жилище, местопребывание, др.-греч. βίος — жизнь и др.-греч. μορφή — вид, форма) — совокупность (группа) растений, не обязательно родственных, но обитающих в сходных условиях среды (имеющих сходные экологические ниши) и имеющих определённый тип приспособительной структуры и связанных с ней физиологических особенностей.

## История возникновения
Термин был введён Е. М. Лавренко в 1965 году как замена термина жизненная форма (иначе биоморфа). Формально, различия между терминами условны, и часто они могут применяться как синонимы.
Обычно, популяции видов, которые принадлежат к одной экобиоморфе, занимают аналогичные экологические ниши и выполняют сходные функции в структурах экосистем, образовании условий среды, круговороте веществ и энергии, и могут быть связаны между собой синузиальными консорциями.

## Классификация экобиоморф
Классификация экобиоморф в советском союзе разрабатывали И. Г. Серебряков, а затем Б. А. Быков. Также классификацией экобиоморф является классификация К. Раункиера, однако, классификация Серебрякова является наиболее распространенной и признана наиболее удачной.

### Классификация Быкова
8 отделов:
1. Лишайниковый экобиоморф
2. Моховый экобиоморф
3. Экобиоморф папоротниковидных
4. Экобиоморф голосеменных
5. Экобиоморф однодольных автотрофных
6. Экобиоморф однодольных гетеротрофных
7. Экобиоморф двудольных автотрофных
8. Экобиоморф двудольных гетеротрофных

### Классификация Серебрякова
| Отделы                 | Типы |
| ---------------------- | --- |
| Древесные растения     | I — деревья, II — кустарники, III — кустарнички |
| Полудревесные растения | IV — полукустарники и полукустарнички |
| Наземные травы         | V — поликарпические травы, VI — монокарпические травы |
| Водные травы           | VII — земноводные травы (болотные, или гелофиты — почки возобновления под водой, побеги — над водой), VIII — плавающие и подводные травы (гидатофиты и гидрофиты) |

## Примеры

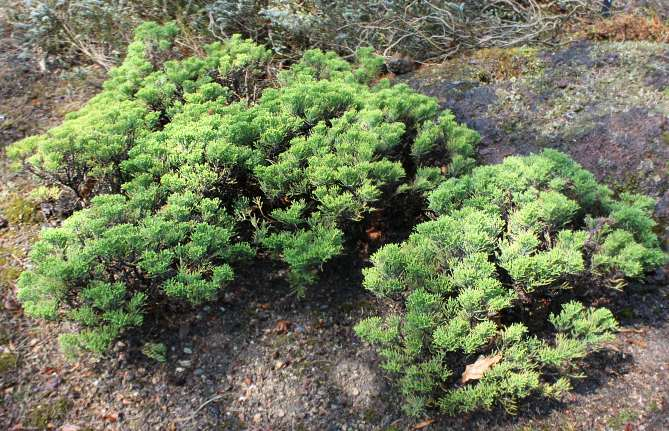
Стланниковая форма можжевельника на каменистом субстрате

К экобиоморфам можно отнести растения одного яруса, или синузии.
По классификации Серебрякова деревья могут иметь различные экобиоморфы, а именно:
- Деревья с прямостоячими стволами. Такая жизненная форма широко распространена, указывает на нормальные и оптимальные условия местообитания (минимальные отклонения в онтогенезе).
- При ухудшении условий среды могут быть выделены промежуточные формы (уменьшение высоты, кроны и т. д.), и последней формой в таком ряду могут быть стланниковые формы деревьев: кедровый стланик, ольховый стланик, стланик сосны горной и других видов сосны, можжевельниковый стланник. Такие формы произрастают в районах, с экстремальными условиями среды, — на Крайнем Севере, в предгольцовом горном поясе, на побережье Охотского моря, — в районах с прохладным сырым летом, длинной зимой, обильными снегопадами, сильными ветрами[3].

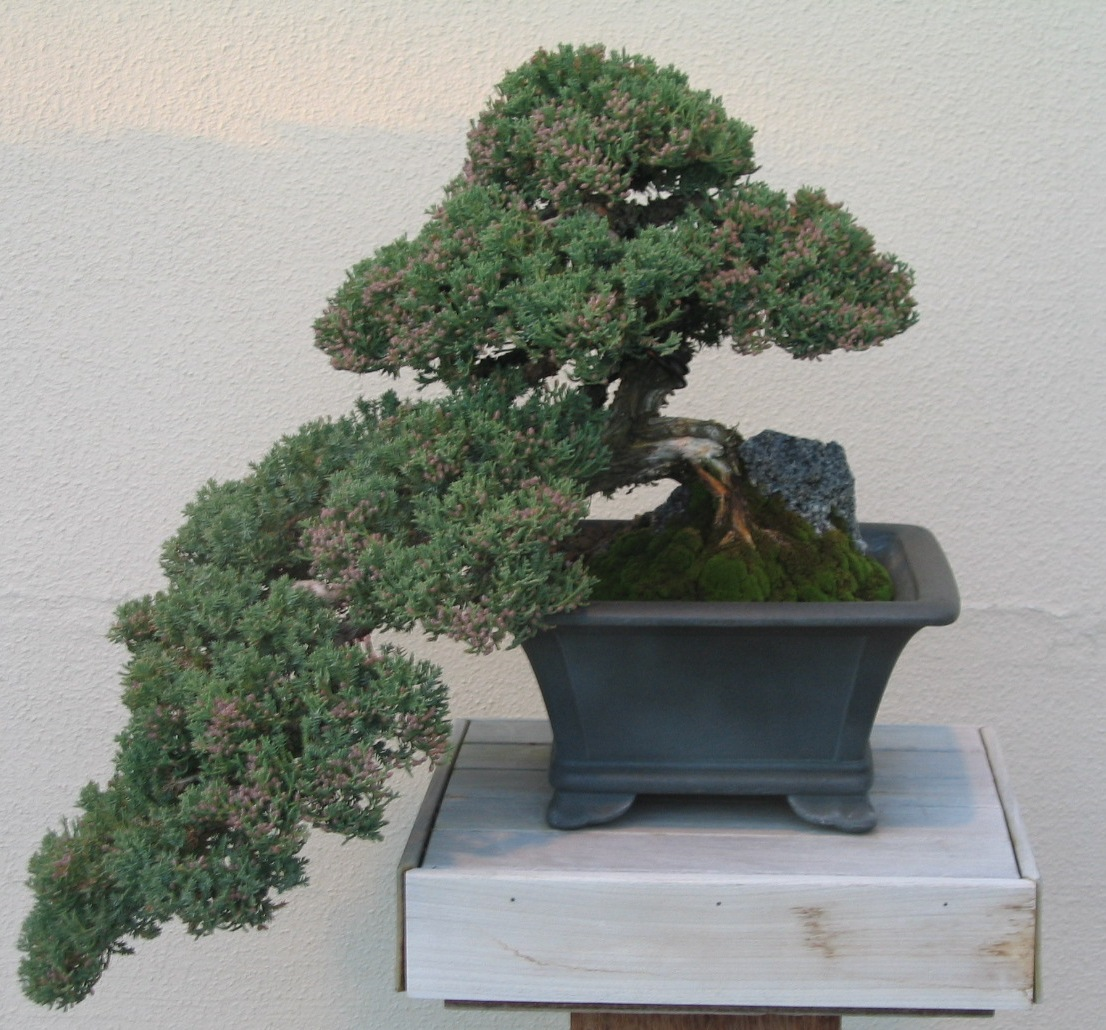
Можжевельник бонсай — тоже экобиоморфа

Экобиоморфы могут быть также у одного вида растения, когда оно произрастает в различных условиях среды — например экобиоморфы дуба монгольского, произрастающего на разных высотах в приморье, либо сосна, габитус которой у произрастающей на песчаных почвах сильно отличается от сосны, произрастающей на верховом болоте. Причем эти различия обусловлены не просто условиями среды, но и генетическими различиями популяций, произрастающих в различных средах.
Иногда выделяют онтобиоморфы — форма роста, свойственная виду в определенные периоды его жизненного цикла. Так как разные периоды жизни растения, окружающая его среда обитания может очень сильно различаться, то процессе онтогенеза и перехода растения из одних условий произрастания в другие (например из одного яруса в другой — ель, или из водной среды в воздушную — стрелолист) меняется и жизненная форма растения.
| Различные экобиоморфы берёзы | Различные экобиоморфы берёзы | Различные экобиоморфы берёзы | Различные экобиоморфы берёзы | Различные экобиоморфы берёзы |
| ---------------------------- | ---------------------------- | ---------------------------- | ---------------------------- | ---------------------------- |
|                              |                              |                              |                              |                              |

## У животных
Для животных не разработано столь подробной классификации, как для растений. Для животных, занимающих сходные экологические ниши и выполняющих сходные функции в экосистеме, введён термин гильдии. Например овцы и кенгуру принадлежат к одной гильдии, так как выполняют в сообществах схожие роли.